# Salvatore Tessio
Salvatore Tessio zis Sal este un personaj fictiv în romanul lui Mario Puzo, Nașul. În ecranizarea lui Francis Ford Coppola, rolul lui Tessio a fost interpretat de Abe Vigoda, iar în tinerețe, în filmul Nașul: Partea a II-a de către John Aprea.